# Номерні знаки провінції Британська Колумбія

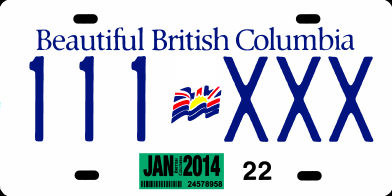
Вигляд регулярного знаку

Номерні знаки провінції Британська Колумбія видаються Страховою Корпорацією Британської Колумбії (ICBC). Провінція Британська Колумбія вимагає розміщення переднього та заднього номерних знаків на автомобілі.
Регулярні номерні знаки Британської Колумбії мають формат 123-АБВ. Кодування регулярних номерних знаків відсутнє. Чинні бланки номерних знаків мають біле тло, синій шрифт, в верхньому рядку номерного знаку розташовується гасло, в яке інтегрована назва провінції: Чарівна Британська Колумбія (BEAUTIFUL BRITISH COLUMBIA). Індивідуальні комбінації літер і цифр видаються на стандартних бланках.

## Інші формати регулярних номерних знаків
Кодування інших номерних знаків здійснюється літерами серії за типом транспортного засобу.
- Номерні знаки для мотоциклів мають формат А1 2345 та розміри 4х7 дюймів;
- Номерні знаки для вантажного транспорту мають формати АБ 1234
- Номерні знаки для причепів мають формат АБВ 12Г
- Номерні знаки для вантажних комерційних перевезень за межі провінції (PRORATE) мають формат 123 4P

### Дипломатичні номерні знаки

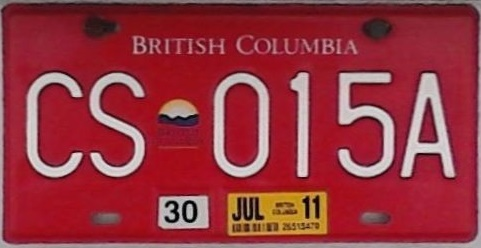
Технічний консульський песонал

Номерні знаки для дипломатичних потреб мають білі символи на червоному тлі та наступні формати:
- Дипломатичний транспорт — DL 123A
- Консульський транспорт — CC 123A
- Технічний персонал консульств — CS 123A
- Почесні консули — НС 123А
- Інші Міжнародні представництва — SR 123A

## Номерні знаки «особливого інтересу»
До опціонних номерних знаків «особливого інтересу» можна віднести:

### Олімпійські номерні знаки
Номерні знаки до Олімпіади у Ванкувері 2010 р. Мають власні формати. Індивідуальні комбінації літер і цифр видаються на графічних бланках також.

### Ветеранські номерні знаки
Номерні знаки для ветеранів військової служби мають формат 123 VAB, зображення квітки маку та монументальне фонове зображення.

### Радіоаматорські номерні знаки
Номерні знаки радіолюбителів формату VA7 АБ або VE7 АБ. VA7, VE7 — символи Британської Колумбії в радіопозивному.

## Додаткові номерні знаки
Для комерційного перевезення пасажирів видаються додаткові таблички на тлі прапора провінції. Розмір 4х7 дюймів.